# Captured Tracks
La Captured Tracks è una etichetta discografica indipendente statunitense con sede a Brooklyn.

## Artisti
- Beach Fossils
- Blouse
- Craft Spells
- DIIV
- Mac DeMarco
- Perfect Pussy
- Soft Metals
- The Soft Moon
- Widowspeak
- Wild Nothing